# Platin(IV) oxide
Platin(IV) Oxide, hay platin dioxide, còn được gián tiếp nhắc đến với cụm tên khác là chất xúc tác của Adams, thường có công thức hóa học là PtO2. Thực tế, platin(IV) Oxide được biết đến dưới dạng ngậm nước monohydrat PtO2·H2O. Hợp chất này là một chất xúc tác cho quá trình hydro hóa và quá trình thủy phân trong các phản ứng tổng hợp hữu cơ. Hợp chất platin(IV) Oxide tồn tại dưới dạng bột màu nâu sẫm đến đen, và rất có giá trị về kinh tế. Thông thường thì bản thân các Oxide không phải là một chất xúc tác hoạt động, nhưng nó trở nên hoạt động sau khi tiếp xúc với hydro, sau đó nó chuyển thành platin đen và chịu trách nhiệm cho các phản ứng.

## Quá trình phát triển
Trước khi chất xúc tác của Adams được phát hiện, việc giảm lượng chất hữu cơ được thực hiện bằng cách sử dụng bạch kim dạng keo hoặc bạch kim đen. Các chất xúc tác dạng keo hoạt động mạnh hơn nhưng gây khó khăn trong việc chiết tách các sản phẩm phản ứng. Điều này đã dẫn đến việc bạch kim đen được sử dụng rộng rãi hơn. Adam đã nêu lên cảm nhận của mình:
"…Một vài vấn đề mà tôi giao cho sinh viên của tôi liên quan đến giảm xúc tác. Vì mục đích này chúng tôi đã sử dụng chất xúc tác platin đen với phương pháp tốt nhất được phổ biến và ứng dụng rộng rãi vào thời điểm đó. Các sinh viên của tôi đã gặp nhiều rắc rối với chất xúc tác mà họ thu được trong đó thường xuyên, hợp chất này không hoạt động mặc dù được điều chế theo cùng các bước chi tiết...Tôi đã bắt đầu một nghiên cứu để tìm ra các điều kiện để điều chế chất xúc tác, với mong muốn nó hoạt động đồng nhất."